# Melusine/Sekundärliteratur
Diese Liste zeigt die Sekundärliteratur zum Melusinenstoff so aufbearbeitet, dass sie sowohl nach Autor, als auch nach dem Erscheinungsjahr geordnet werden kann. Die Liste erhebt keinen Anspruch auf Vollständigkeit.
| Autor/Hrsg.                                                           | Titel | Verlag/ISBN                                                                  | Jahr       | Sprache     |
| Barié, Paul & Andersen, Hans Christian & Giuseppe Tomasi de Lampedusa | Die kleine Seejungfrau. Ein Vergleich | Sonnenberg, Annweiler ISBN 3-933264-71-5                                     | 2012       | Deutschland |
| Dimpel, Friedrich Michael                                             | Tabuisierung und Dunkelheit: Probleme der Sympathiesteuerung in der ‚Melusine‘ Thürings von Ringoltingen, in: Sympathie und Literatur: Zur Relevanz des Sympathiekonzeptes für die Literaturwissenschaft, ed. C. Hillebrandt / E. Kampmann (=Allgemeine Literaturwissenschaft 19), 205–235 | ESV, Berlin ISBN 978-3-503-15510-1                                           | 2014       | Deutschland |
| Kmec, Sonja                                                           | Melusina liminalis – Die Ahnfrau der Luxemburger zwischen Feengestalt und Hexenhabitus, in: Wissenstransfer. Interdisziplinäre Zugänge zur Vermittlung von Magie- und Zauberei-Imaginationen, ed. Heinz Sieburg und Rita Voltmer, S. 231–250 | Spee, Trier ISBN 978-3-87760-131-0                                           | 2017       | Deutschland |
| Herwig, Henriette                                                     | Sirenen und Wasserfrauen. Kulturhistorische, geschlechterdiskursive und mediale Dimensionen eines literarischen Motivs. In: Joseph Anton Kruse, Hrsg.: Heine-Jahrbuch, 47. S. 118–140 | Metzler, Stuttgart ISBN 3-476-02279-X                                        | 2008       | Deutschland |
| Bouloumié, Arlette & Béhar, Henri (Hrsg.)                             | Mélusine moderne et contemporaine. | L’Age d’Homme                                                                | 2001       | Frankreich  |
| Heisig, Karl                                                          | Über den Ursprung der Melusinensage. In: Fabula 3, S. 170–181. |                                                                              | 1960       | Deutschland |
| Le Goff, Jacques                                                      | Melusine – Mutter und Urbarmacherin. In: Jacques Le Goff: Für ein anderes Mittelalter. Zeit, Arbeit und Kultur im Europa des 5.-15. Jahrhunderts. Ausgewählt von Dieter Groth, eingeleitet von Juliane Kümmell, S. 147–174. | Ullstein, Berlin; Drumlin, Weingarten ISBN 3-548-35180-8; ISBN 3-924027-51-X | 1984, 1987 | Deutschland |
| Lecouteux, Claude                                                     | Melusine. In: Enzyklopädie des Märchens. Handwörterbuch zur historischen und vergleichenden Erzählforschung, begründet von Kurt Ranke. Hrsg. v. Rolf Wilhelm Brednich u. a. 1975(ff.), Band 9 (1999), Spalte 555–562. | de Gruyter ISBN 3-11-005805-7                                                | 1999       | Deutschland |
| Müller, Jan-Dirk                                                      | Melusine. In: Die deutsche Literatur des Mittelalters: Verfasserlexikon. Begründet von Wolfgang Stammler. Fortgeführt von Karl Langosch. Hrsg. v. Burghart Wachinger. Zusammen mit Gundolf Keil … Red. Christine Stöllinger-Löser. Band 9, S. 908 ff. | de Gruyter ISBN 3-11-014024-1                                                | 1995       | Deutschland |
| Müller, Jan-Dirk (Hrsg.)                                              | Romane des 15. und 16. Jahrhunderts. Nach den Erstdrucken mit sämtlichen Holzschnitten. In: Bibliothek der frühen Neuzeit. Vierundzwanzig Bände. Mit Illustrationen. Hrsg. v. Wolfgang Harms, Conrad Wiedemann und Franz-Josef Worstbrock. Erste Abteilung. Literatur im Zeitalter des Humanismus und der Reformation. Zwölf Bände. Herausgegeben von Wolfgang Harms und Franz-Josef Worstbrock. Band 1. | Deutscher Klassiker Verlag ISBN 3-618-66310-2                                | 1990       | Deutschland |
| Bennewitz-Behr, Ingrid                                                | Melusines Schwestern. Beobachtungen zu den Frauenfiguren des 15. und 16. Jahrhunderts. In: Germanistik und Deutschunterricht im Zeitalter der Technologie. Selbstbestimmung und Anpassung. Vorträge des Germanistentages Berlin 1987. Hrsg. v. Norbert Oellers, Bd. 4, S. 291–300 |                                                                              | 1988       | Deutschland |
| Ertzdorff, Xenia von                                                  | Die Fee als Ahnfrau. Zur ›Melusine‹ des Thüring von Ringoltingen. In: Festschrift Hans Eggers zum 65. Geburtstag. Hrsg. v. Herbert Backes, Beiträge Sonderband 94, S. 428–457 |                                                                              | 1972       | Deutschland |
| Haug, Walter                                                          | Francesco Petrarca – Nicolaus Cusanus – Thüring von Ringoltingen. Drei Probestücke zu einer Geschichte der Individualität im 14./15. Jahrhundert. In: Individualität. Hrsg. v. Manfred Frank und Anselm Haverkamp. Poetik und Hermeneutik XIII, S. 291–324. |                                                                              | 1988       | Deutschland |
| Junk, Ulrike                                                          | ›So müssen Weiber sein‹. – Zur Analyse eines Deutungsmusters von Weiblichkeit am Beispiel der ›Melusine‹ des Thüring von Ringoltingen. In: Der frauwen buoch. Versuche zu einer feministischen Mediävistik. Hrsg. v. Ingrid Bennewitz, S. 327–352. |                                                                              | 1989       | Deutschland |
| Keppler-Tasaki, Stefan                                                | Im Bann der Melusine. Goethes Mythenrezeption unter den Bedingungen seines Mittelalterbildes. In: Goethe-Jahrbuch 123 (2006), S. 25–38. |                                                                              | 2007       | Deutschland |
| Kindl, Ulrike                                                         | Melusine – Feenmärchen oder historische Sage? In: Annali della Facoltà di lingue e letterature straniere di Ca'Foscari 23, S. 115–126. |                                                                              | 1984       | Deutschland |
| Kraß, Andreas                                                         | Meerjungfrauen. Geschichten einer unmöglichen Liebe. | Fischer, Frankfurt am Main ISBN 978-3-10-038195-8                            | 2010       | Deutschland |
| Lecouteux, Claude                                                     | La structure des légendes Mélusiniennes. In: Annales E.S.C. 33, S. 294–306. |                                                                              | 1978       | Frankreich  |
| Lecouteux, Claude                                                     | Zur Entstehung der Melusinensage. In: ZfdPh 98, S. 73–84. |                                                                              | 1979       | Deutschland |
| Müller, Jan-Dirk                                                      | Melusine in Bern. Zum Problem der ›Verbürgerlichung‹ höfischer Epik im 15. Jahrhundert. In: Literatur, Publikum, historischer Kontext. Hrsg. v. Gert Kaiser, S. 27–77. |                                                                              | 1977       | Deutschland |
| Müller, Jan-Dirk                                                      | Textstruktur, Sagenstruktur, historische ›Mentalität‹. Vorschläge für eine Erweiterung des sozialgeschichtlichen Untersuchungsansatzes. In: Sozialgeschichte der Literatur. Symposion Reisenburg. Hrsg. v. Wolfgang Frühwald. |                                                                              | 1990       | Deutschland |
| Roloff, Hans-Gert                                                     | Stilstudien zur Prosa des 15. Jahrhunderts. Die Melusine des Thüring von Ringoltingen. |                                                                              | 1970       | Deutschland |
| Ruh, Kurt                                                             | Die ›Melusine‹ des Thüring von Ringoltingen. In: SBBAW, H. 5, S. 5–24 |                                                                              | 1985       | Deutschland |
| Schäfer, Renate                                                       | Fontanes Melusinen-Motiv. in Euphorion Jg. 56 | Winter                                                                       | 1962       | Deutschland |
| Stouff, Louis                                                         | Essai sur Mélusine. Roman du XIVe siècle par Jean d'Arras. |                                                                              | 1930       | Frankreich  |
| Essenwein, August von                                                 | Bilder aus dem Jahr 1468 zur Erzählung von der schönen Melusine. In: Anzeiger zur Kunde der deutschen Vorzeit, NF 29, Sp. 325–330. |                                                                              | 1882       | Deutschland |
| Clier-Colombani, Françoise                                            | La fée Mélusine au Moyen Age: images, mythes et symboles. |                                                                              | 1991       | Frankreich  |
| Backes, Martina                                                       | »[…] von dem nabel hinauff ein menschlich vnd hübsch weyblichs bilde / vnd von dem nabel hin ab ein grosser langer wurm«: zur Illustrierung deutscher Melusinen-Handschriften des 15. Jahrhunderts. In: Literaturwissenschaftliches Jahrbuch, N.F. 37, S. 67–88. |                                                                              | 1996       | Deutschland |
| Clier-Colombani, Françoise                                            | Les gestes de Melusine. In: Le geste et les gestes au Moyen Âge. Centre Universitaire d'Etudes et de Recherches Médiévales d‘Aix-en-Provence, S. 145–173. |                                                                              | 1998       | Frankreich  |
| Lauterbach, Christiane                                                | »…und von dem nabel hinunder ein grosser langer wurme«: die Meerfee Melusine zwischen den Welten In: Monatsanzeiger 262, S. 7–9. |                                                                              | 2003       | Deutschland |
| Backes, Martina                                                       | Fremde Historien: Untersuchungen zur Überlieferungs- und Rezeptionsgeschichte französischer Erzählstoffe im deutschen Spätmittelalter. Hermaea; 103. |                                                                              | 2004       | Deutschland |
| Klugsberger, T.                                                       | Die Einbindung der Melusinenfigur in die Geschichte In: Schmidt, G. (Hrsg.): Die Zeichen der Historie, S. 117–127. |                                                                              | 1986       | Deutschland |
| Lecouteux, Claude                                                     | Mélusine et le Chavalier au Cygne |                                                                              | 1982       | Frankreich  |
| Péporté, Pit                                                          | Melusina. In: S. Kmec, B. Majerus, M. Margue & P. Péporté (éds): Lieux de mémoire au Luxembourg. Erinnerungsorte in Luxemburg. 2e édition corrigée et complétée. Luxembourg, S. 55–60 (Anmerkungen: S. 355). | Éditions Saint-Paul ISBN 978-2-87963-705-1                                   | 2008       | Luxemburg   |
| Steinkämper, Claudia                                                  | Melusine. Vom Schlangenweib zur »Beauté mit dem Fischschwanz«. Praktiken und Strategien der literarischen Aneignung | V&R ISBN 3-525-35889-X online google book search                             | 2007       | Deutschland |
| Rohse, Heide                                                          | "Arme Effie!" Widersprüche geschlechtlicher Identität in Fontanes "Effi Briest" In: Freiburger literaturpsychologische Gespräche, Bd. 17: Widersprüche geschlechtlicher Identität. von Johannes Cremerius, Gottfried Fischer, Ortrud Gutjahr, und Carl Pietzcker | Königshausen und Neumann ISBN 3-8260-1509-6 online google book search        | 1998       | Deutschland |
| Bennholdt-Thomsen, Anke; Guzzoni, Alfredo                             | Das Bild der Wasserfrau in Mörikes Historie von der schönen Lau. In: Archiv für das Studium der Neueren Sprachen und Literaturen 224, S. 254–269 |                                                                              | 1987       | Deutschland |
| Fuchs, Dörte; Günter, Andrea                                          | Lachend in die OhnMacht. Eduard Mörikes Historie von der schönen Lau. Archäologie eines Textes. In: Sehnsucht und Sirene. Vierzehn Abhandlungen zu Wasserphantasien. Hrsg. v. Irmgard Roebling. S. 131–144 | Centaurus, Pfaffenweiler ISBN 3-89085-505-9                                  | 1992       | Deutschland |
| Ohl, Hubert                                                           | Melusine als Mythos bei Theodor Fontane. In: Mythos und Mythologie in der Literatur des 19. Jahrhunderts. Hrsg. v. Helmut Koopmann. S. 289–306 | Vittorio Klostermann ISBN 3-465-01318-2 google Buchsuche online              | 1979       | Deutschland |
| Bellgardt, Michael                                                    | Melusine und ihre Schwestern. Mythische Wassergeschöpfe im literarischen Diskurs. Microfiche, 4 Bl., 240 S. | Universität Mannheim, Diss. phil. Auch bei DNB Ffm & Lpz. vorhanden          | 1997       | Deutschland |
| Zeldenrust, Lydia                                                     | The Melusine Romance in Medieval Europe: Translation, Circulation, and Material Contexts | Cambridge: D. S. Brewer                                                      | 2020       | Englisch    |